# حامد القروي
حامد القروي  (1927 - 2020)، هو طبيب وسياسي تونسي. كان أحد أبرز قادة التجمع الدستوري الديمقراطي، وشغل منصب الوزير الأول لعشر سنوات بين 1989 و1999.

## السيرة الذاتية
ولد في 30 ديسمبر 1927 في سوسة، درس الطب في فرنسا وتخصص في طب الأمراض الصدرية. انتخب نائبا بين 1964 و1989 ورئيسا لبلدية سوسة عام 1985. عين وزيرا للشباب والرياضة بين 7 أفريل 1986 و27 أكتوبر 1987 ثم مديرا للحزب الاشتراكي الدستوري في أواخر عهد الرئيس الحبيب بورقيبة. عين سنة 1988، بعد انقلاب 7 نوفمبر 1987 التي قادها زين العابدين بن علي، وزيرا للعدل، وأصبح عضوا في الديوان السياسي للتجمع الدستوري الديمقراطي (خليفة الحزب الاشتراكي الدستوري) في 11 أبريل 1989. كلف بالوزارة الأولى خلفا للهادي البكوش، وبقي فيها عشر سنوات بين 28 سبتمبر 1989 و17 نوفمبر 1999. بقي رغم مغادرته الوزارة الأولى نائبا أولا للتجمع الدستوري الديمقراطي وكان يأتي في المرتبة الثانية في الترتيب البروتوكولي بعد رئيس الدولة، وقد حافظ على المنصب إلى 5 سبتمبر 2008. شغل بين 1961 و1981 منصب رئيس النجم الرياضي الساحلي.

## التتبعات القضائية
بعد الثورة التونسية في 2011، كان حامد القروي من بين العشرة مسؤولين لحزب التجمع الذين رفعت ضدهم قضية بتهم اختلاس المال العام وسوء استخدام السلطة من قبل 25 محاميا تونسيا. وتضم قائمة المتهمين أيضا كل من محمد الغرياني وعبد الله القلال ورضا شلغوم وعبد الرحيم الزواري وزهير المظفر والشاذلي النفاتي وعبد العزيز بن ضياء وكمال مرجان وعبد الوهاب عبد الله.

## الحياة الخاصة
حامد القروي هو صهر الوزير أحمد بن صالح وعم المصرفي والكاتب حكيم القروي. حامد القروي متزوج من رفيعة القروي ولهم أربعة أبناء.

## روابط خارجية
- حامد القروي على موقع مونزينجر (الألمانية)